# Milagro a los cobardes
Milagro a los cobardes és una pel·lícula espanyola estrenada el 4 de juny de 1962 i dirigida per Manuel Mur Oti, autor també del guió. No va tenir gaire èxit comercial.

## Argument
La pel·lícula mostra una recreació de la passió de Crist. Jesús de Natzaret és conduït davant Pilat el Diumenge de Pasqua a Jerusalem. Quatre persones curades miraculosament intenten salvar-lo. Ana i Rubén intenten alliberar-lo amb l'ajuda d'un grup de seguidors que han estat curats pel Messies. El principal obstacle són les dificultats per a arribar a un acord. En els conspiradors més que la fe pesa l'egoisme; desitgen alliberar a Crist perquè temen que, després de la seva mort, es reprodueixin les seves malalties. Quan és condemnat comencen a dubtar de la seva divinitat.

## Repartiment
- Ruth Roman... Ana
- Javier Escrivá... Rubén
- Leo Anchóriz... Eliecer
- Carlos Casaravilla
- Ricardo Canales
- Manuel Díaz González
- Paloma Valdés ... Esther

## Recepció
La pel·lícula va formar part de la secció oficial del Festival Internacional de Cinema de Sant Sebastià 1961. I el 1962 va obtenir dos premis del Sindicat Nacional de l'Espectacle: el premi especial i el de millor banda sonora (José Buenagu).